# Hypnum pseudoteesdalei
Hypnum pseudoteesdalei là một loài Rêu trong họ Hypnaceae. Loài này được Hampe mô tả khoa học đầu tiên năm 1860.